# Poecilopharis
Genre
Poecilopharis est un genre d'insectes coléoptères de la famille des Scarabaeidae, de la sous-famille des Cetoniinae.

## Liste des espèces et sous-espèces
- Poecilopharis allardi Rigout, 1997
- Poecilopharis allardi tannaensis Rigout, 1997
- Poecilopharis angulicollis Schürhoff, 1936
- Poecilopharis angulicollis penicillata Schürhoff, 1936
- Poecilopharis antonei Allard, 1995
- Poecilopharis aruana (Wallace), 1867
- Poecilopharis bimaculata Schürhoff, 1936
- Poecilopharis bouruensis (Wallace), 1867
- Poecilopharis bouruensis laevipennis Ritsema, 1881
- Poecilopharis curtisi Waterhouse, 1884
- Poecilopharis dechambrei Allard, 1995
- Poecilopharis emilia (White), 1856
- Poecilopharis femorata Waterhouse, 1894
- Poecilopharis flavens Heller, 1916
- Poecilopharis fromentae Rigout, 1997
- Poecilopharis gressitti Rigout, 1997
- Poecilopharis kerleyi Allard, 1995
- Poecilopharis lachaumei Allard, 1995
- Poecilopharis laeviclypeata Schürhoff, 1936
- Poecilopharis leai Schürhoff, 1936
- Poecilopharis minuta Moser, 1901
- Poecilopharis moana Moser, 1908
- Poecilopharis morrisi Allard, 1995
- Poecilopharis poggii Allard, 1995
- Poecilopharis poggii flyensis Rigout, 1997
- Poecilopharis porioni Allard, 1995
- Poecilopharis quadrimaculata Schürhoff, 1936
- Poecilopharis rufofemorata Heller, 1916
- Poecilopharis ruteri Allard, 1995
- Poecilopharis samuelsoni Rigout, 1997
- Poecilopharis schochi Schürhoff, 1936
- Poecilopharis schochi buloloensis Allard, 1995
- Poecilopharis schochi lufaensis Allard, 1995
- Poecilopharis speiseri Heller, 1916
- Poecilopharis truncatipennis (Ritsema), 1881
- Poecilopharis uniformis Waterhouse, 1884
- Poecilopharis uniformis makiraensis Rigout, 1997
- Poecilopharis valcklucasseni Schürhoff, 1936
- Poecilopharis wallacei Schürhoff, 1936
- Poecilopharis whitei (J. Thomson), 1860
- Poecilopharis woodfordi Waterhouse, 1887
- Poecilopharis woodfordi bukaensis Rigout, 1997